# Anaesthetobrium javanicum
Anaesthetobrium javanicum là một loài bọ cánh cứng trong họ Cerambycidae.